# Alex Gilady
Alex Gilady (né le 9 décembre 1942 à Téhéran et mort le 13 avril 2022 à Londres) est un journaliste et un dirigeant sportif israélien, membre du Comité international olympique à partir de 1994.

## Biographie
Alex Gilady préside la commission de la télévision de l'Association internationale des fédérations d'athlétisme (IAAF) à partir de 1985.
Il est le fondateur de Keshet Broadcasting.